# Steve Fuller (sociolog)
Steve William Fuller (rođena 12. srpnja 1959.) je Američki filozof i sociolog koji se bavi istraživanjima na području znanosti i tehnologije. Objavljivao je radove  iz području socijalne epistemologije, akademske sloboda, te o subjektima inteligentnog dizajna i transhumanizma.

## Biografija
Fuller je završio srednju školu Regis u Manhattanu. Poznat kao John Jay stipendist na sveučilištu Columbia, diplomirao je povijesti i sociologije, te mu je dodijeljeno priznanje suma cum laude 1979. Također mu je dodijeljeno priznanje Kellett Fellowship za vrijeme studiranja na Clare collegeu na Cambridgeu, gdje je magistrirao povijest i filozofiju 1981. Isto područje doktorirao je na Sveučilištu Pittsburgh 1985. gdje je studirao zajedno s Andrewom Mellonom. Fuller je u svojoj doktorskoj disertaciji "Bounded Rationality in Law and Science", istraživao implikacije gledišta Herberta A. Simona na političku teoriju i filozofiju znanosti.
Fuller je radio kao asistent i izvanredni profesora na Sveučilištu Colorado, Virginia i na Sveučilištu u Pittsburghu. Godine 1994. postao je voditelj katedre za sociologiju i socijalnu politiku na Sveučilištu Durham u Engleskoj. Od 1999. godine radi na Sveučilištu Warwick u Engleskoj. U srpnju 2007, Fulleru je dodijeljeno priznanje D. Litt. od strane Sveučilišta Warwick za "objavljeni rad ili članak koji pokazuju visoku razinu originalniosti rada što predstavlja značajan doprinos subjektu". Od 2008 g. Fuller je predsjednik odsjeka za sociologiju Britanske Udruge za promicanje znanosti. U sklopu toga, on je organizirao predstavu "Lincoln i Darwin—uživo samo na jednu noć!", na godišnjem BA festivalu znanosti u Liverpoolu. 
Fuller je bio gostujući profesor u Danskoj, Njemačkoj, Izraelu, Japanu, Nizozemskoj, Norveškoj i Švedskoj (gdje je radio kao profesor na Sveučilištu Gothenburg, 1995. godine) i u SAD-u (Sveučilište ULCA).
2010. godine, Fuller je postao viši znanstveni suradnik Centra za istraživanje na Sveučilištu North Texas. U 2011. godini Sveučilište Warwick imenovao ga je voditeljem Auguste Comte u području socijalne epistemologije. 2011. g., Fuller je postao suradnik Britanske Akademije društvenih znanosti. U 2012. godini imenovan je počasnim profesorom na Dalian university of technology u Kini. 2012. godine postao je članom Europske Akademije znanosti i umjetnosti u odjelu humanistčke znanosti.

## Posao
Fuller se vrlo često povezuje sa društvenom epistemologijom kao interdisciplinarnim istraživačkim programom. Društvena epistemologija je normativna disciplina koja se bavi proučavanjem filozofskih problema znanja koristeći povijest i društvene znanosti kao alate. Fuller je osnovao časopis (1987) i napisao knjigu (1988) o društvenoj epistemologiji. Najpoznatija značajka Fullerovog pristupa koja je već prisutna u njegovoj knjizi iz 1988, je da on odbacuje skepticizam iz ruke Kartezijevog problema
Uz 21 knjigu, Fuller je napisao 65 poglavlja knjiga, 155 akademskih članaka i još mnogo manjih dijela. Održao je mnogo otvorenih predavanja i govora brojnoj akademskoj i neakademskoj zajednici širom svijeta, te dao više od 100 medijskih intervjua. Njegova dijela su prevedena na petnaest jezika. 23 akademska simpozija objavljena su na njegovom radu. Preselio se u Ujedinjeno Kraljevstvo 1994. g., te iste godine organizirao je konferenciju u Durhmanu na temu ''Znanstveno društvena stajališta''.
Nakon što se preselio u Ujedinjeno Kraljevstvo, Fuller se sve više počeo orijentirati prema javnom intelektualnom izražavanju, uključujući televiziju, radio i internet, koje on interpretira kao prirodan rezultat njegove verzije društvene epistemologije. Dvije njegove knjiga su prepoznate u tom smislu. Kuhn vs. Popper  je knjiga koja je proglašena knjigom mjeseca u veljači 2005. g. u Američkom časopisu masovne cirkulacije, Popular Science. Međutim, Rupert Read je napisao: ''Nisam morao čitati knjigu daleko kako bih zaključio da je bezvrijedna. ... Ukratko: ova knjiga nudi samo crtanu opoziciju lažnog ''Poppera'' lažnom ''Khnu''. Fuller je odgovorio skovajući rijeć ''Kuhnenstein'' (Kuhn + Wittgenstein) kako bi obuhvatio Readovo gledište o Kuhnu, koje Fuller naziva ''plodom Readove mašte i mašte drugih''. Knjiga The Intellectual je proglašena knjigom 2005. godine od strane UK liberalno-lijevog magazina, New Statesman. On povremeno piše za rubriku koja je u sklopu projekta Sindikat, koji je povezan s George Soros' Otvorenim društvenim projektom, koji se pojavljuje na nekoliko jezika u novinama diljem cijelog svijeta. 2006. godine održao je tečaj o epistemologiji novinarstva na međunarodnoj ljetnoj školi na  Sveučilištu Lund u Švicarskoj.

### Akademska sloboda
Fuller vjeruje (po uzoru na ono što on smatra Njemačkim modelom) da se akademska sloboda odnosi samo na slobodu akademika, ali da ne uključuje i slobodu govora. To uključuje pravo na ''počinjenje opravdanog prekršaja'' ako je razlog prekršaja opravdan i ako su dokazi primjereni akademskoj struci. Smatra da je važno da akademici mogu izraziti intelektualna mišljenja za daljnju raspravu koja može rezultirati napretkom. Također tvrdi da studenti imaju jednako pravo na akademsku slobodu.

### Inteligentni dizajn
Fuller je više puta, svojim izjavama podržavao inteligentni dizajn (ID), i autor je dvije knjige na ovu temu. Godine 2005, u slučaju Kitzmiller v. Dover Area School Distict, svjedočio je u ime lokalnog školskog sustava u Sjedinjenim Državama koji je zahtijevao nastavu inteligentnog dizajna. Odluka Okružnog suda SAD-a je da je inteligentni dizajn oblik kreacionizma i da je njegovo uključivanje u nastavni plan i program narušavalo zabranu ustanova SAD-a o stvaranju religije. U odluci suda je više puta navedeno Fullerovo svjedočenje kako bi se potkopao položaj školskog sustav. Neki od Fullerovih kritičara iz  Zajednice za znanost i tehnologiju opisuju njegovo sudjelovanje na suđenju kao ''naivno'' i sugeriraju da je na tom području potreban daljnji razvoj prije nego što se pravna zajednica počne konstruktivno baviti tim područjem znanosti.
Fuller je rekao da on ne podržava inteligenti dizajn ali da smatra da bi trebala biti ''poštena utrka'' za taj novac.  U knjizi Dissent over Descent, piše kako je religija općenito motivirajući utjecaj u znanstvenim pothvatima i vjeruje da je razlika između znanosti i religije više institucionalna nego intelektualna. Kritičari smatraju da je njegov pogled na znanost postmodernistički, dok ga s druge strane povezuju sa društvenim konstruktivizmom.
21. veljače, 2007. g., Fuller je vodio raspravu sa Lewisom Wolpertom na Royal Hollowayu, Sveučilište u Londonu o tome dali inteligentni dizajn treba imati status znanstvene teorije. Fuller se složio s prijedlogom, te on podržava primjenu inteligentnog dizajna, što je vidljivo u udžbeniku Discovery Institute: Explore Evolution: The Arguments For and Against Neo-Darwinism (2007).

Nakon što je 2008.g. nastao film: Expelled: No Intelligence Allowed, Fuller je dao intervju:
 If you take seriously that evolution has to do with the transition of life forms, and that life and death are just natural processes, then one gets to be liberal about abortion and euthanasia. All of those kinds of ideas seem to me follow very naturally from a Darwinian perspective – a deprivileging of human beings, basically. And I think people who want to endorse Darwinism have to take this kind of viewpoint very seriously.
Fuller otvoreno govori o tome kako se nekima ljudima ne sviđa takav pristup ili jednostavno prihvaćaju ''dizajn prirode'' ili smatraju da su ljudska bića stvorena ''na sliku Božju'', no ova stajališta ih koče u napretku i razvoju.

### Transhumanizam
Much of his work focuses on questions around technological enhancements and how they can improve the capacities of human beings. Fuller argues that the pursuit for enhancements is based on a need ″to create some distance between ourselves and the other animals.″ For Fuller, transhumanism offers humanity the prospect "to re-engineer the human body to enable us to live longer so as to work and play harder."

## Glavna djela

### Science Vs Religion?
2007.g., Fuller je napisao knjigu Science Vs Religion?: Intelligent Design and the Problem of Evolution. Između uvodnog i zaključnog poglavlja se nalaze poglavlja koja govore o povjesnoj povezanosti religije i znanosti, tezi da je osnova suvremene znanosti nastojanje čovječansta da nadmaši boga, Fullerovim vjerovanjima da se inteligenti dizajn po složenosti razlikuje od ''drugih oblika stvaralaštva'', pravnim problemima i budućnosti "Darvinizma".
Profesor matematike na Sveučilištu Rutgers, Norman Levitt je napisao u osvrtu: ''istinski loš rad, ispunjen pogreškama sa znanstvenog, povijesnog, pa čak i teološkog gledišta''. Levitt je postavio sljedeća pitanja:
- Fullerovo prihvaćanje osobnog gledišta Williama Dembskog o složenosti i nesumičnosti, i njegov neuspjeh dolaska do značajnih rezultata na ovom području, te oštro kritiziranje Dembskovih tvrdnji;
- Fullerovo podcjenjivanje evolucijske biologije, bez primjene ''ozbiljnih analiza metoda rada i logičke strukture same bilogije'' ;
- Fullerova pogrešna iznošenja religijskih uvjerenja Isaaca Newtona u nastojanju suprotstavljanja Newtonovim pogledima;

Levitt zakljućuje da Fullerovi pogledi proizlaze iz njegovog ''neprijateljskog stava prema znanosti kao takve i kongitivnom autoritetu koji još uvijek prožima akademski život izvan domene znanstvenog fakulteta''
Fuller je kasnije odgovrio na prethodno navedene točke preispitivajući Levittovo razumijevanje teorije inteligentnog dizajna što prikazuje njegovu ukorijenjenost u povijest znanosti.  Fuller također tvrdi da je Levitt pogrešno citirao jedan od triju odlomaka knjige, shvativši ga suprotno od originalnig znaćenja. Levitt je zatim opširno odgovorio Fulleru zaključivši da ''Fullerovo nerazumijevanje politike koja generira i održava pokret inteligentnog dizajna je toliko potpuna da čini jedinstvenu patologiju za sebe.'' Fuller je bio duže vrijeme visoko kritiziran u pogledu znanosti od strane njegovih protivnika u Znanstvenom Ratu, uključujući i Levitta još od 1994. godine.
Sahotra Sarkar, profesor fizike i integrativni biolog na Sveučilištu Texas u Austinu je također kritizirao Fullerovu knjigu za predstavljanje ''analiza intelektulanih sporova o suvremenom stvaralaštvu ineligentnog dizajna koje su neutemeljene''. Sarkar dalje navodi da knjiga ima idiosinkrazivno tumačenje povijesti filozofije, što se odnosi na Kanta, i logički pozitivizam; ograničeno shvaćanje povijesti znanosti, uključuje stvaranje tvrdnji o Newtonu, Cuvieru, Agassizu, Lamarcku, Mendeelu, Pearsonu i Galtonu ''raspravljanje o neutralizmu koje je kreirano od strane inteligentnog dizajna'' s ''nadnaravnim opažanjima koja ukazuju na jednakost nesvjesnog rada... Philip Johnson''; i druge znanstvene pogreške.

### Dissent Over Descent
2008. godine objavljena je Fullerova knjiga o polemikama inteligentnog dizajna: Dissent Over Descent: Intelligent Desing's Challenge to Darwinism. Steven Pool je rekao o knjizi sljedeće: knjiga je poput parade ljudi koji su nesposobni razmišljati, te kao da se tvrdi da se evolucija slaže s astrologijom oko ''djelovanja na daljinu'', istaknuvši da je udaljenost vremenska, a ne prostorna. Zbog radova poput ovih, filozofska znanost je na lošem glasu.  Michael Ruse, filozof na Sveučilištu Florida State napisao je članak za novime Science da je Fullerova knjiga "u potpunosti loša. U svakom slučaju, Fuller piše svoja djela s velikim nerazumijevanjem – nešto sam pisao o pravilu genetskog pomaka u Sewall Wrightovoj teoriji uravnotežene ravnoteže. Djeluje po uzoru na Charlesa Darwina koji uvijek pronalazi razlog,  što on naziva – praćenje svog mentora kao što je to radio i William Whewell (koji se referencira na Newtona) – što on naziva pravim razlogom ili vera causa. Darwin, koji je povjesničar, filozof znanosti, te poznati biolog smatra da je uspio u tome..." Prema osvrtu umirovljenog profesora teologije, Keitha Warda u Times Higher Education Supplement, knjiga je nagrađena za iznošenje predviđanja informacija i provokativne interpretacije, ali je i kritiziran zbog navođenja netočnih informacija, te pogrešnog interpretiranja informacija.
A. C. Grayling u New Humanist, navodi da knjiga sadrži "trag neznanja i povijesne kratkovidnosti". Kao odgovor, Fuller je napisao ''da Graylingovo shvaćanje povijesti znanosti nadilazi standardne okvire shvaćanja, razumio bi da trenutna razina znanstvenih postignuća bez njih nikad nebi bila postignuta, i ono najvažnije, kada mi nebi težili većim postignućima, naše shvaćanje stvarnosti temeljilo bi se na objašnjenjima koja se zasnivaju na vjerojatnosti, a koja bi dominirala na rješenjima zasnovanim na inteligentnom dizajnu." Na to je Garyling napisao: "Steve Fuller gunđa, kao što to čine svi autori knjiga čije su knjige kritizirane, i takve knjige ne pročitam do kraja."

### Knjige
- Fuller, Steve. 2002. Social epistemology. 2nd izdanje. Indiana University Press. Bloomington.
- Fuller, Steve. 1989. The cognitive turn: sociological and psychological perspectives on science. Springer. Dordrecht, Netherlands.
- Fuller, Steve. 1993. Philosophy of science and its discontents. 2nd izdanje. Guilford Press. New York.
- Fuller, Steve. 2004. Philosophy, rhetoric, and the end of knowledge a new beginning for science and technology studies. 2nd izdanje. Lawrence Erlbaum Associates. Mahwah, New Jersey.
- Fuller, Steve. 1997. Science. Open University Press / University of Minnesota Press. Milton Keynes, UK / Minneapolis US.
- Fuller, Steve. 2000. The governance of science: ideology and the future of the open society. Open University Press. Buckingham Philadelphia.
- Fuller, Steve. 2000. Thomas Kuhn: a philosophical history for our times. University of Chicago Press. Chicago.
- Fuller, Steve. 2002. Knowledge management foundations. KMCI Press Butterworth-Heinemann. Hartland Four Corners, Vermont Boston.
- Fuller, Steve. 2004. Kuhn vs. Popper: the struggle for the soul of science. Icon Books / Columbia University Press. Thriplow, UK / New York, US.  ISBN 97802311342869780231134286
- Fuller, Steve. 2005. The intellectual. Icon Books. Thriplow, UK.
- Fuller, Steve. 2006. The philosophy of science and technology studies. Routledge. New York.
- Fuller, Steve. 2006. The new sociological imagination. SAGE. London Thousand Oaks, California.
- Fuller, Steve. 2007. The knowledge book key concepts in philosophy, science, and culture. Acumen / McGill-Queens University Press. Stocksfield England / Canada.
- Fuller, Steve. 2007. New frontiers in science and technology. Polity. Cambridge, UK Malden, Massachusetts.
- Fuller, Steve. 2007. Science vs. religion?: intelligent design and the problem of evolution. Polity. Cambridge.
- Fuller, Steve. 2008. Dissent over descent: intelligent design's challenge to Darwinism. Icon. Thriplow, Cambridgeshire.
- Fuller, Steve. 2009. The sociology of intellectual life: the career of the mind in and around the academy. SAGE. Los Angeles London.
- Fuller, Steve. 2010. Science. Acumen. Durham U.K.
- Fuller, Steve. 2011. Humanity 2.0: what it means to be human past, present and future. Palgrave Macmillan. Houndmills, Basingstoke, Hampshire New York.
- Fuller, Steve. 2013. Preparing for life in humanity 2.0. Palgrave Macmillan. Basingstoke.
- Fuller, Steve. 2014. The proactionary imperative: a foundation for transhumanism. Palgrave Macmillan. Basingstoke, UK New York.
- Fuller, Steve. 2015. Knowledge: the philosophical quest in history. Routledge. London New York.

### Članci
- Fuller, Steve. 1992. Social epistemology and the research agenda of science studies.   Pickering, Andrew (ur.). Science as practice and culture. University of Chicago Press. Chicago. str. 390–428. ISBN 9780226668017. Navedeno je više parametara |ISBN= i |isbn= (pomoć)
- Fuller, Steve. 1996. Does science put an end to history, or history to science? Or, why being pro-science is harder than you think.   Ross, Andrew (ur.). Science wars. Duke University Press. Durham, North Carolina. str. 29–60. ISBN 9780822318712. Navedeno je više parametara |ISBN= i |isbn= (pomoć)

### Novinski članci
- Fuller, Steve. Studeni 1990. They shoot dead Horses, don't they?: Philosophical fear and sociological loathing in St Louis. Social Studies of Science. 20 (4): 664–681
- Fuller, Steve. Kuhnenstein: or, the importance of being read. Philosophy of the Social Sciences. 35 (4): 480–498
- Fuller, Steve. 2007. Academic freedom. The Philosophers' Magazine. 38 (2): 72–77 Debating the "statement of academic freedom" made by Academics for Academic Freedom (AFAF).

## Daljnje čitanje
- Two essays written as part of a debate on the Sokal hoax and published in The Independent' on 28 June 1998:
  - Who's Afraid of Science Studies by Steve Fuller, defending science studies.
  - an annotated bibliography of nonsense  Arhivirana inačica izvorne stranice od 23. lipnja 2016. (Wayback Machine) by Kenan Malik, takes a contrary view to Fuller's (but does not refer to him), criticising what he considers to be the unrealistically excessive relativism of science studies.
- Special Issue of Social Epistemology (2003) on Fuller's Kuhn thesis.
- Remedios, F. (2003).  Legitimizing Scientific Knowledge: An Introduction to Steve Fuller's Social Epistemology  Arhivirana inačica izvorne stranice od 7. kolovoza 2008. (Wayback Machine), Lexington Books, Lanham, MD, USA.
- Fuller, Steve. 2004. The case of Fuller vs Kuhn. Social Epistemology: A Journal of Knowledge, Culture and Policy. 18 (1): 3–49 (Fuller's response to the Social Epistemology Special Issue)
- Kitzmiller v. Dover Area School District (2005):
  - Fuller expert report
  - Transcript Day 15 AM (Steve Fuller direct)
  - Transcript Day 15 PM (Steve Fuller cross, redirect & recross)
- Lambert, Kevin. Prosinac 2006. Fuller’s folly, kuhnian paradigms, and intelligent design. Social Studies of Science. 36 (6): 835–842
- Edmond, Gary. Prosinac 2006. Anti-social epistemologies. Social Studies of Science. 36 (6): 843–853
- Essays by Jeremy Shearmur and others on Fuller's approach to intelligent design, with a response by Fuller, in Philosophy of the Social Sciences, September 2010.

## Vanjske poveznice
- Fuller's Homepage (includes audio lectures)  Arhivirana inačica izvorne stranice od 12. srpnja 2015. (Wayback Machine)
- Profile in The Guardian, January 2006
- Fuller lecture at ThinkTank Science Museum in Birmingham UK discussing the Dover, PA Intelligent Design Trial  Arhivirana inačica izvorne stranice od 19. svibnja 2011. (Wayback Machine)
- Podcast of debate on ID between Fuller and Jack Cohen (scientist)
- Video of Steve Fuller, October 28, 2007, at the Evolution Panel Discussion. Battle of Ideas Festival 2007, London  Arhivirana inačica izvorne stranice od 19. rujna 2008. (Wayback Machine)
- Long video of Fuller at Alchemists' Cafe in Dublin, 15 May 2008, speaking on the revival of 'human nature' and including an extensive discussion of evolutionary theory and audience questions  Arhivirana inačica izvorne stranice od 6. listopada 2011. (Wayback Machine)
- Interview with alrasub.com